# Несколько оригинальных мелодий
«Несколько оригинальных мелодий» — первый студийный альбом Д. Тихонова (псевдоним Александр Аверманович Ливер), одного из основателей и активных участников музыкального коллектива «Н. О.М.». Представляет собой сборник из двенадцати инструментальных композиций, сочинённых и записанных им единолично в домашней студии в Нанте (Франция) в 1998 году. По сообщению официального сайта, в композициях №4 и №8 использованы «не соответствующие эпохе музыкальные идеи С. Бутузова»; запись была «доведена до ума» А. Кагадеевым и И. Н. Туристом в студии А. Миронова в апреле 1998 года (отдельные вещи сдобрены их смехом и стихами).

## Особенности
Альбом записан «небольшим, но послушным квартетом электроинструментов», т. е. различными электронными машинами, воспроизводящими сочетание синтезированных духовых и струнных инструментов.
По мнению обозревателя Fuzz Шити Шарапова, альбом вышел очень интересный и едва ли поддающийся стилевому анализу. Критики отметили ностальгический ретро-характер альбома.

## Список композиций
В состав альбома вошло «то, что не прозвучало или прозвучало иначе на НОМ-сцене в 1987-97 гг.»
1. На дворе
2. Кукла Геннадий 5
3. Про козла
4. Памяти Крякутного
5. Сельское
6. Королева-гадина
7. Инженеры
8. Звездолёт
9. Верлибры
10. Одна ждёт
11. Быстрое
12. Один играет

## Издания
- 1998 — Manchester Files (компакт-кассета). Издание было снабжено симпатичной аннотацией на вкладыше[2].